# Nürnberger Exekutionstag

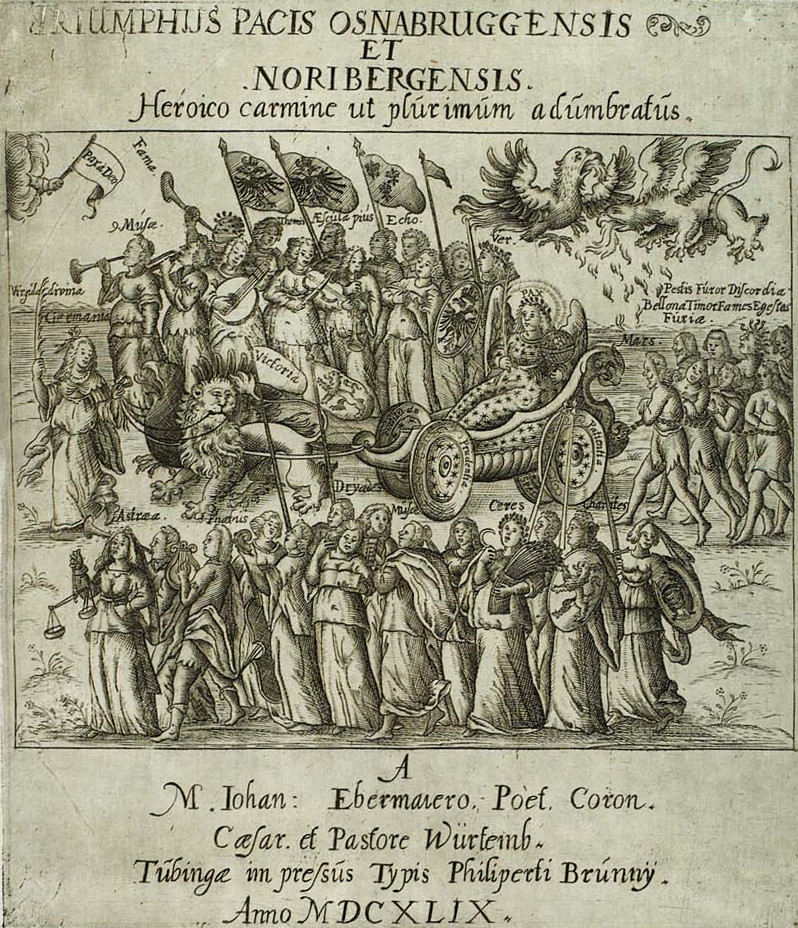
Triumph des Osnabrücker und Nürnberger Friedens, allegorische Darstellung, Friedensgöttin Pax im Triumphwagen, Kriegsgott Mars in Ketten, 1649

Der Nürnberger Exekutionstag oder Friedensexekutionskongress diente der Klärung von Fragen, die bei der Beendigung des Dreißigjährigen Krieges durch den Westfälischen Frieden in Osnabrück und Münster offengeblieben waren. Er fand zwischen April 1649 und Juli 1650 in der Reichsstadt Nürnberg statt. Die Ergebnisse wurden im Nürnberger Reichs-Friedens-Rezess bzw. Friedensexekutionshauptrezess vom 16. Junijul. / 26. Juni 1650greg. festgeschrieben, später kurz als „Nürnberger Frieden“ bezeichnet. Behandelt wurden insbesondere Probleme der Demobilisierung, Zahlung von Satisfaktionsgeldern und des Truppenabzuges aus den besetzten Gebieten. Unter Vorsitz der Hauptverhandler Pfalzgraf Karl Gustav für Schweden und Ottavio Piccolomini für den Kaiser wurde die neue Friedensordnung sichergestellt und feierlich inszeniert.

## Vorgeschichte und Voraussetzungen

### Auftakt
Die Hoffnung auf eine rasche Demobilisierung nach den Friedensverhandlungen von Münster und Osnabrück erfüllte sich nicht. Die Verträge hatten die Umsetzung ihrer Bestimmungen, darunter die Truppenabzüge und Restituierungen, nur unpräzise geregelt. Während Frankreich keine Gelder gefordert hatte und seine Truppen im fortgesetzten Krieg gegen Spanien benötigte, beharrten die Vertreter Schwedens für die Abdankungen der Truppen auf eine vertraglich zugesicherte Militärsatisfaktion. Der Verbleib der Streitkräfte bedeutete angesichts der noch schwelenden Konflikte eine andauernde Kriegsgefahr und belastete die betroffenen Reichskreise auch nach Friedensschluss durch Einquartierungen und Übergriffe. Am 15. Juni 1648 hatte Schweden in Osnabrück zwar das Angebot der Reichsstände über die von Christina von Schweden geforderten 5 Millionen Reichstaler für die Abdankung der schwedischen Truppen in Deutschland angenommen, allerdings ohne die mit diesem Angebot verbundenen Bedingungen zu akzeptieren.
Da die Bestimmungen nicht schnell in direkten kaiserlich-schwedischen Gesprächen zu regeln waren, war ein weiterer größerer Kongress notwendig. Er startete im April 1649 noch rechtzeitig vor Beginn der nächsten Feldzugssaison in der Reichsstadt Nürnberg.
Gegen den Willen des Nürnberger Rats und wahrscheinlich auf Betreiben des Kurfürsten Maximilian von Bayern wurden der Exekutionstag und damit die hauptsächlichen Kosten des Treffens der Reichsstadt Nürnberg aufgebürdet, nachdem die Zusammenkunft vor allem auf schwedischem Drängen in einer Stadt in der Oberpfalz hätte stattfinden sollen.

### Frage der Kosten der Demobilisierung
Unter dem verschleiernden Begriff „Militärsatisfaktion“ versteckte sich die Frage, wer die Demobilmachungskosten der etwa 60.000 auf Reichsboden befindlichen schwedischen Soldaten aufbringen solle. Das Königreich Schweden leistete sich seit Jahrzehnten einen für seine finanziellen Verhältnisse völlig überdimensionierten Militärapparat, der bisher vor allem mit lokalen Kontributionen, Unterstützung protestantischer Reichsstände und französischen Subsidien unterhalten wurde. Die Armee Schwedens bestand zu gut zwei Dritteln aus fremden Söldnern, die durch vertragliche Vereinbarung nicht mit dem Kriegsherrn, sondern mit dem Obrist ihres Regiments (als Kriegsunternehmer) Soldat geworden waren, wobei ihnen nicht nur Recht auf Auszahlung der Soldrückstände beim Vertragsende zustand, sondern oft auch zusätzlich das Recht auf ein erhebliches Abdankungsgeld in Höhe eines mehrfachen Monatssoldes. Blieb davon etwas aus, war Schlimmstes zu befürchten. In der Summe kam dabei eine schwindelerregende Summe zustande, welche die finanziellen Kapazitäten Schwedens überstieg. Ein Friedensschluss ohne Finanzierung der schwedischen Demobilmachung durch Dritte war faktisch ein Ding der Unmöglichkeit.
Im Westfälischen Frieden hatte Schweden bereits durch den Erwerb West-Pommerns, Bremen-Verdens und Wismars die Anerkennung seines Anspruchs auf die „satisfactio coronae“ durchgesetzt, eine Entschädigung in Form von Territorium für den Einsatz zugunsten der protestantischen Sache und ihrer deutschen Verfechter. Auf dem Exekutionstag sollte es um die Umsetzung der „satisfactio militum“, der Abfindung für die Streitkräfte, gehen.
Nicht verhandelt wurden in Nürnberg die Entschädigung und Abdankung der Bayerischen Reichsarmada des Kurfürsten, die vollständig vom Bayerischen Reichskreis erbracht werden sollten und zu einem der längsten und wichtigsten Kreistage in der Geschichte des Bayerischen Reichskreises führte. Die Tagung in Wasserburg dauerte vom 23. November 1648 bis zum 15. April 1649, bei der es um die in Münster festgelegte Bezahlung der kaiserlichen und bayerischen Truppen ging. Die effektiv zu entrichtenden Beträge für die ursprünglich veranschlagten 125 Römermonate wuchsen während der Verhandlungsdauer mit den bevorstehenden Winterquartier als sogenannte Interimsverpflegung weiter an.
siehe Demobilmachung nach dem Dreißigjährigen Krieg

## Verhandlungen
Auf dem Exekutionstag trafen sich Gesandte aus Schweden, Spanien und Frankreich, mit Gesandten des Kaisers und mit zahlreichen Gesandten der Reichsstände. Hauptverhandlungsführer waren Pfalzgraf Karl Gustav auf schwedischer und Feldmarschall Ottavio Piccolomini auf kaiserlicher Seite. Die Verhandlungsdelegationen tagten im Großen Saal des Nürnberger Rathauses. Zwischen dem Auftakt im April 1649 und dem Abschluss im Juli 1650 wurde die Arbeit der Gesandten von zahlreichen Banketten und Feiern begleitet.
Mehr als ein Jahr wurde in Nürnberg darüber verhandelt, wie unter anderem die Truppenabzüge und Abdankungen, die Räumung besetzter Gebiete und Plätze sowie als zentrale Voraussetzung die Geldzahlungen des Heiligen Römischen Reiches an Schweden abzulaufen hatten.

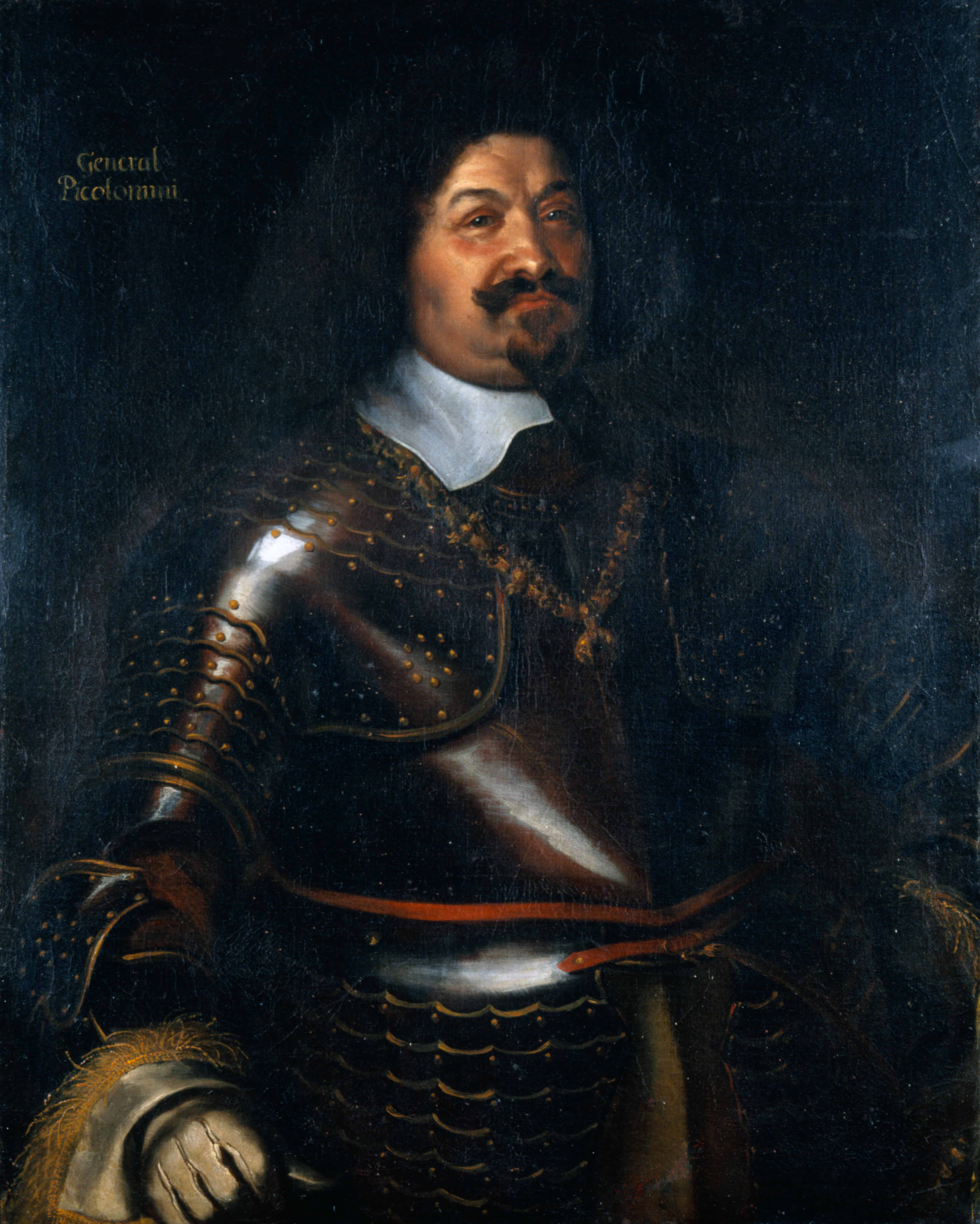
Ottavio Piccolomini
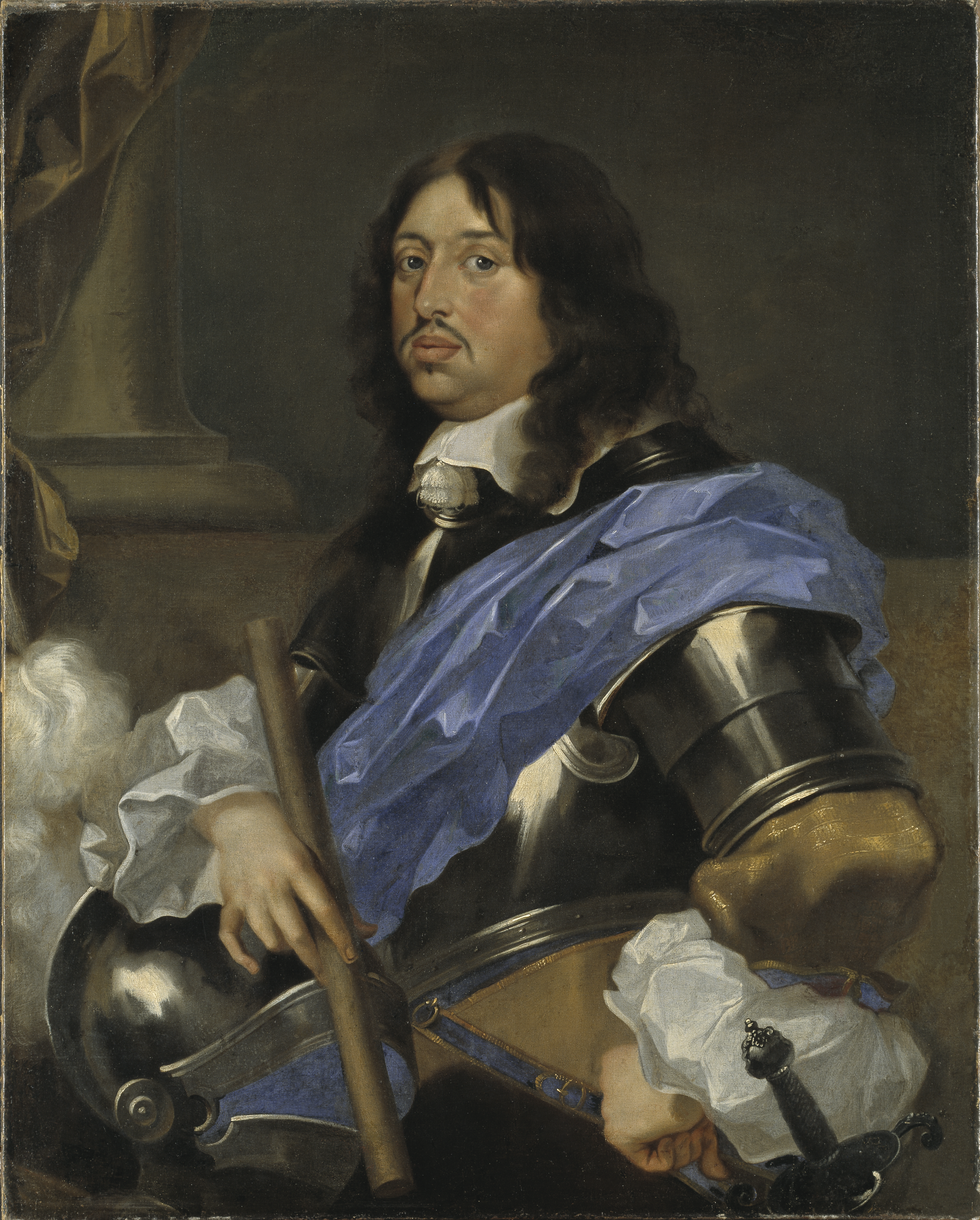
Karl X. Gustav
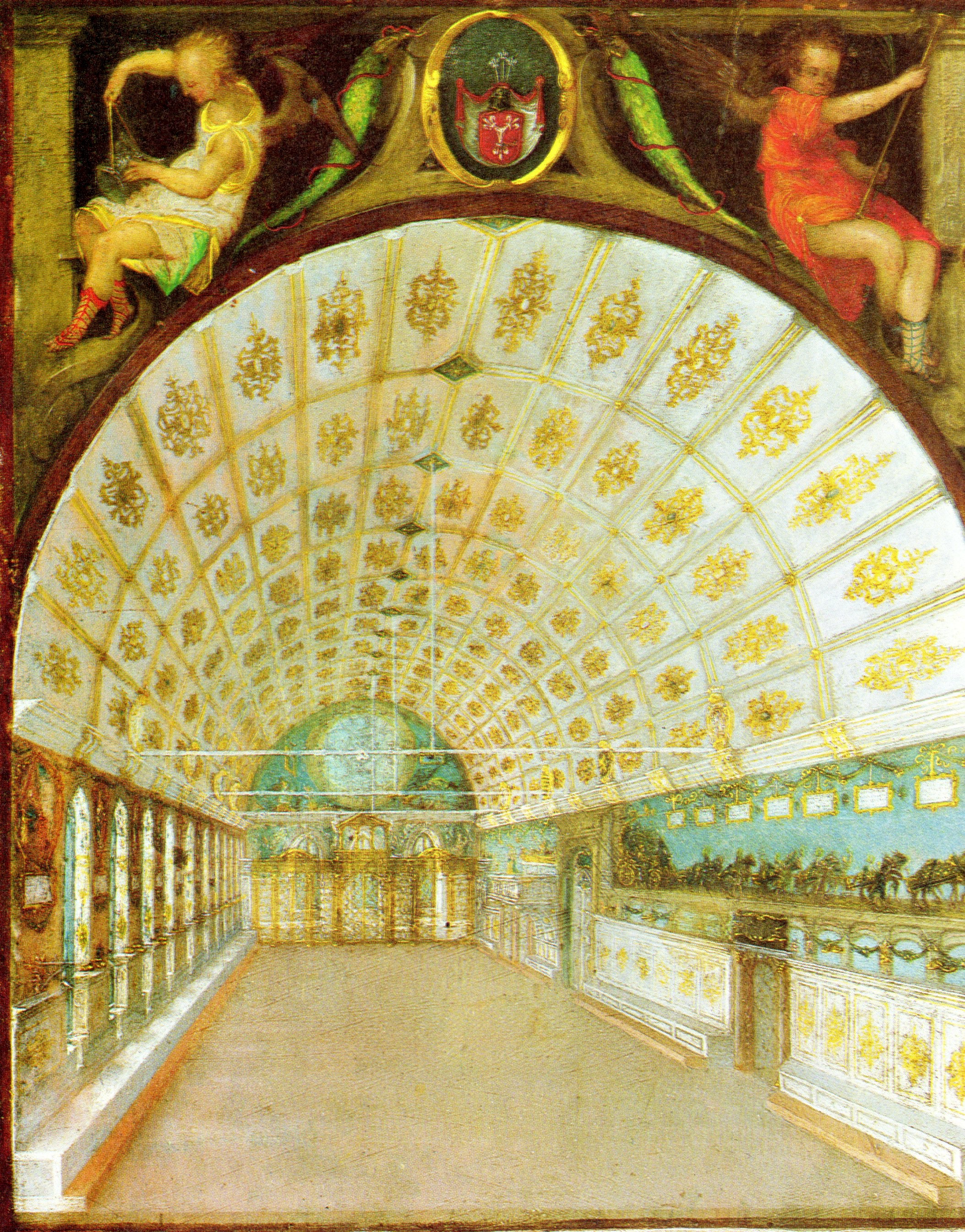
Großer Saal (Altes Rathaus Nürnberg)

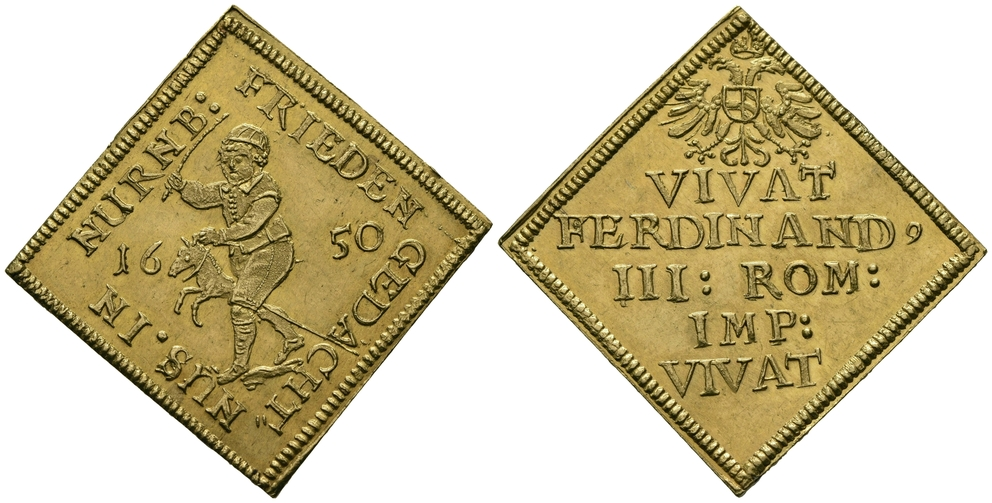
Reichsstadt Nürnberg, sogenannter Steckenreiter, ein Dukaten von 1650 auf den Nürnberger Exekutionstag

Die schwedische Position in diesen Verhandlungen war, dass ein Abzug ihrer Truppen erst nach einer vollständigen Restitution der Reichsstände erfolgen könne, die des Kaisers war konträr.
Der schwedische Verhandlungsführer Karl Gustav legte am 12. Mai 1649 eine Liste vor, auf der alle von den kaiserlichen und schwedischen Truppen besetzten Festungsorte
verzeichnet waren. Er schlug vor, die Garnisonen zunächst um jeweils ein Drittel zu reduzieren. Sobald man verlässliche gegenseitige Nachricht vom Abzug erhalten habe, solle man mit dem zweiten und schließlich dem letzten Drittel fortfahren und so in drei Terminen zum vollständigen Abzug der Truppen gelangen.
Als erstes Verhandlungsergebnis wurde im September 1649 im Großen Saal des Nürnberger Rathauses der Interimsrezeß unterschrieben, der jedoch vom Kaiser und Kurfürst Maximilian von Bayern abgelehnt wurde. Maximilian von Bayern pochte bei der pfälzischen Restitution auf den Erztruchsessentitel und das Führen des dazugehörigen Wappens. Schweden aber unterstützte die Kurpfalz. Maximilian, der wegen der finanziellen Not seines Landes bereits seine Armee abgedankt hatte und damit kein militärisches Druckmittel mehr besaß, gestand schließlich zu, dass Karl Ludwig von der Pfalz den Erztruchsessentitel bis zum Erhalt eines neuen Erzamts führen dürfe, dafür aber eine Verzichtserklärung auf die Oberpfalz unterschreiben müsse.
Dieser Kompromiss brachte jedoch nicht den erhofften Durchbruch. Nach einem halben Jahr der Verhandlungen drängte das Problem der Winterquartiere für die schwedische Armee. Ursprünglich hatte man geglaubt, in sechs bis acht Wochen den Exekutionstag abschließen zu können. Zusätzlich wurden auch noch alte Restitutionsfälle aufgegriffen, die schon in Münster als unlösbar beiseite geschoben worden waren, wie z. B. der Streit um das Reformationsrecht in dem pfälzischen Kondominat Weiden-Parkstein und in dem ehemaligen böhmischen Lehen Pleystein in der Oberpfalz oder um die Restitution der früheren Reichsstadt Eger.

## Gesandte beim Exekutionstag
Im zeitgenössischen Flugblatt von 1650 werden die unterschreibenden Gesandten namentlich aufgezählt, ebenso in der Darstellung des Friedensmahles bei Caspar Merian. Die beiden Hauptgesandten Ottavio Piccolomini und Pfalzgraf Karl Gustav unterschrieben nach den anderen Gesandten separat. An der gemeinsamen Unterzeichnung am 26. Juni 1650 nahmen teil:
- Als kaiserliche Bevollmächtigte Isaak Volmar und Johann Krane, begleitet vom Legationssekretär Erasmus Constantin Sattler und Volmars Sekretär Hans Jacob Oexlin
- Als schwedische Bevollmächtigte Alexander Erskein und Bengt Gabrielsson Oxenstierna (1623–1702), begleitet vom Legationssekretär Bartholomäus von Wolffsberg und dem Schreiber Johann Hütner
- Für Kurmainz: Sebastian Wilhelm Meel (um 1597–1666),[17][18][19] begleitet vom Sekretär Veit Hettinger
- Für Kurköln: Franz Egon von Fürstenberg-Heiligenberg (1626–1682)
- Für Kurbayern: Johann Georg Oexle (1605–1675)[20]
- Für Kursachsen: August Adolf von Trandorff (1600–1656)[21][22]
- Für Kurbrandenburg: Matthaeus von Wesenbeck (1600–1659)
- Für den Deutschen Orden: Johann von Giffen[23][15]
- Für das Hochstift Bamberg: Cornelius Gobelius (1611–1654)
- Für das Hochstift Basel: Johann Franz Hettinger
- Für Pfalz-Neuburg: Simon del'Abrique und Wolfgang Michael Silbermann (1606–1657)
- Für Sachsen-Altenburg: Wolfgang Conrad von Thumbshirn (1604–1667)[24] und für den Coburger Landesteil August Carpzov (1612–1683)
- Für Sachsen-Weimar und Sachsen-Gotha: Georg Achatz Heher (1601–1667)
- Für Brandenburg-Kulmbach und -Ansbach: Lorenz Eyselein (1619–1678)[25]
- Für Braunschweig-Wolfenbüttel: Polycarp Heylandt (1614–1662)
- Für die Fürstentümer Calenberg und Lüneburg: Otto Otto von Mauderode
- Für das Herzogtum Württemberg: Valentin Heider
- Für Nassau-Saarbrücken: Karl Johann Roeder von Diersburg
- Für die Grafschaft Lippe: Bernhard Becker
- Für die Grafen von Schwarzburg: Johann Adam Sengel [von Sengelau][26]
- Für die Reichsstadt Nürnberg: Burckhard Löffelholz von Kolberg[27] und Tobias Oelhafen von Schöllenbach, begleitet vom Sekretär Salomon Burger
- Für die Reichsstadt Köln: Franciscus Grassart und Hermann Halveren
- Für die Reichsstadt Frankfurt: Zacharias Stenglin[28]
- Für die Reichsstadt Colmar: Johann Balthasar Schneider und Daniel Bir
- Für die Reichsstadt Rothenburg ob der Tauber: David Frisch
- Für die Reichsstadt Heilbronn: Johann Jacob Frisch und August Friedrich Heuchelin[29]
- Für die Reichsstadt Schweinfurt: Johann Höfel
- Für die Reichsstadt Weißenburg in Bayern: Johann Georg Roth

Weitere Gesandte und Delegationsteilnehmer, die nicht an der Unterzeichnung, aber am Friedensmahl im Herbst 1649 teilnahmen, waren:
- Als Vertreter der Kaiserlichen:
  - Hans Christoph Ranfft von Wiesenthal (1599–1660) Obrist[30][31]
  - Jan van der Croon[32] und
  - Hans Wolff von Wolffsthal als Vertreter der kaiserlichen Armee,
  - Reichshofrat Georg Ludwig von Lindenspür (1607–1663)[33]
  - sowie Johann Wilhelm Goll[34] für die Österreichischen Erblande
- Als Vertreter der Schweden (insbesondere schwedische Armee):
  - Carl Gustav Wrangel (1613–1676),
  - Johann Ludwig von Pfalz-Sulzbach (1625–1649),
  - Philipp Florinus von Pfalz-Sulzbach (1630–1703) und
  - Johann Arend von Goldstein[35]
- Für die Kurpfalz: Kurfürst Karl I. Ludwig (1617–1680)
- Für Kurmainz: Johann Adam Krebs[36][37]
- Für das Erzstift Salzburg: Andreas Stier (1605–1661)[38]
- Für das Erzstift Magdeburg: Johann Krull und Gebhard XXV. von Alvensleben
- Für den Deutschen Orden: Georg Wilhelm von Elckershausen (1590–1654) (Landkomtur der Ballei Franken)[39]
- Für das Hochstift Bamberg: Johann Christoph Götzendörffer
- Für das Hochstift Eichstätt: Johann Heinrich Schütz
- Für Nassau-Dillenburg: Erbprinz Georg Ludwig von Nassau-Dillenburg (1618–1656)
- Für die Grafen von Hohenlohe: Wilhelm Heinrich von Hohenlohe-Schillingsfürst (1624–1656) und Georg Adolf von Hohenlohe-Schillingsfürst
- Für Brandenburg-Kulmbach: Johann Nicolaus Crinesius[40]
- Für die Herzöge von Mecklenburg: Daniel Nicolai,[41] Hofkammer- und Kanzleirat von Adolph Friedrich von Mecklenburg
- Für die Landgrafschaft Hessen-Darmstadt: Georg von Wangenheim[42]
- Für die Reichsstadt Nürnberg: Christoph Fürer von Haimendorf und Ulrich Grundherr von Altenthann und Weiherhaus[43]

Weitere Gesandte, deren Teilnahme im Flugblatt von 1650 und bei Merian nicht aufgeführt sind, waren u. a.
- Für den Kaiser: Joachim Friedrich von Blumenthal (1649)
- Für Frankreich: Henri Groulart seigneur de La Court[44]
- Für die Reichsstadt Augsburg: Johann Christoph von Stetten[45]
- Für die Reichsstadt Lübeck: David Gloxin

Weitere Gesandte, die beim Abschlussbankett 1650 an der „Grossen Tafel“ teilnahmen, werden neben den bereits bekannten Personen im Theatrum Europaeum aufgezählt.

## Inhalt der Nürnberger Rezesse
Die Ergebnisse der Beratungen wurden in zwei Rezessen zusammengefasst: zum einen in dem sogenannten Interims-Rezess, der im September 1649 beschlossen wurde, und zum zweiten als Abschluss in dem Reichs-Friedens-Rezess vom Juni 1650.
Die Rezesse enthielten Abmachungen zu Abrüstungs- und Finanzierungsfragen, vor allem zugunsten der schwedischen Seite, sowie detaillierte Vereinbarungen zu Räumungen, Rückgaben und Standortveränderungen zugunsten Frankreichs im Westen des Reiches. Es wurde der Abzug und die Auflösung der schwedischen Truppen im Reich festgelegt.
Die Räumung besetzter Festungen erfolgte schrittweise; in einer Präliminarevacuation wurde 1649 vereinbart, dass die kaiserlichen Truppen Lindau, die Wülzburg, den Hohenasperg und die Besatzung Regensburgs räumen sollten, dafür würden die Schweden ihnen in den habsburgischen Gebieten die Prager Kleinseite, Tábor, Leitmeritz, Brandeis und weitere kleinere besetzte Schlösser zurückerstatten. Der Abschlussrezess im Juni 1650 regelte den Abzug der verbleibenden Besatzungen in drei Terminen. Gegen den Abzug der Kaiserlichen aus Rottweil, Offenburg, Ehrenbreitstein und Höxter räumten die Schweden Olmütz und die von ihnen besetzen Orte in Schlesien. Gleichzeitig lösten die Schweden ihre verbleibenden Truppen auf, die noch auf Reichsgebiet standen. Die kaiserlichen Truppen im Westfälischen Reichskreis wurden ebenfalls vollständig abgedankt, während ein Teil der restlichen kaiserlichen Armee erhalten blieb und unter Ernst von Traun zu einem stehenden Heer umgewandelt wurde.

## Feierlichkeiten
Im Rahmen des Kongresses wurde am 25. Septemberjul. / 5. Oktober 1649greg. anlässlich der Unterzeichnung des Interims-Recesses ein großes Friedensmahl veranstaltet. Gastgeber war Pfalzgraf Karl Gustav, der seit 1648 Generalissimus der schwedischen Truppen in Deutschland war und 1654 als Karl X. Gustav schwedischer König wurde. Dieses Ereignis wird auf dem bekannten, häufig im Rahmen von Stichen reproduzierten Gemälde „Das große Friedensmahl“ von Joachim von Sandrart dargestellt. Mit dem „Friedensmahl“ war dem Repräsentationsbedürfnis der schwedischen Seite – wohl auch ihrem Anliegen, den endlich fixierten Ergebnisstatus feiernd seiner Vorläufigkeit zu entheben und so den weiteren Verlauf zu präjudizieren – offenbar noch nicht Genüge getan. Am übernächsten Tag, dem 7. Oktober, ging es weiter mit „einem kostbaren Feuerwerk / welches nechst der Stadt verbrennet wurde“.
Die Bewohner der Reichsstadt konnten auf eine ganz spezielle Weise an den Verhandlungserfolgen teilhaben. Eine Figur des mit Lorbeerblättern gekrönten schwedischen Wappenlöwen in einem Fenster der Rathausfassade spendete aus zwei Röhren im Mund Rot- und Weißwein, den die Bevölkerung außerhalb des Rathauses aus zwei Bottichen schöpfen durfte. So feierten also alle zusammen noch einmal das Ende des Krieges. Sigmund von Birken brachte das, trotz der poetischen Einkleidung, realistisch zur Geltung.
Auch der Abschluss des Kongresses wurde groß gefeiert, durch ein von Piccolomini und den Kaiserlichen ausgerichtetes Friedensfest am 4. Julijul. / 14. Juli 1650greg. mit einem von Sigmund von Birken konzipierten Schauspiel und einem großen Feuerwerk auf dem Schießplatz westlich von Nürnberg. In drei Baracken nahmen insgesamt 123 Ehrengäste aus Militärs, Gesandten und ihren Ehefrauen Platz, darum verfolgten zahlreiche Schaulustige hinter Absperrungen das Spektakel. Nach dem festlichen Einzug der kaiserlichen Delegation gab es ein Festmahl und es wurde wiederholt „Gesundheit“ getrunken auf Kaiser, Königin Christina, einzelne Reichsfürsten und die Tapferkeit der Soldaten. Jedes Anstoßen wurde von Feldmusik und Salutschüssen begleitet. Als Überraschung nach der Mahlzeit wurde das Schauspiel aufgeführt. Dazu hatte sich ein als Wald bemaltes Zelt vor die mittlere Festbaracke geschoben. In drei Aufzügen wurde der „Teutsche Kriegsab- und Friedenseinzug“ allegorisch und unter Einbeziehung der Gäste dargestellt. Die Festbaracken bildeten den sinnbildlichen „Tempel der Eintracht und des Friedens“, dem gegenüberliegend das „Castell oder Feuerwerksschloß“ lag. Zwischen beiden befand sich eine Säule mit dem Friedensbild. Nach dem Schauspiel entzündete Pfalzgraf Karl Gustav eine geleitete Rakete, die eine Feuerwerksillumination um die Säule lossetzte. Gekrönt wurde das Feuerwerk durch eine zweite Rakete, die in das Castell schoss und dort weitere Feuerwerkskörper auslöste. Sinnbildlich wurde das „Castell des Unfriedens“ in Brand geschossen.

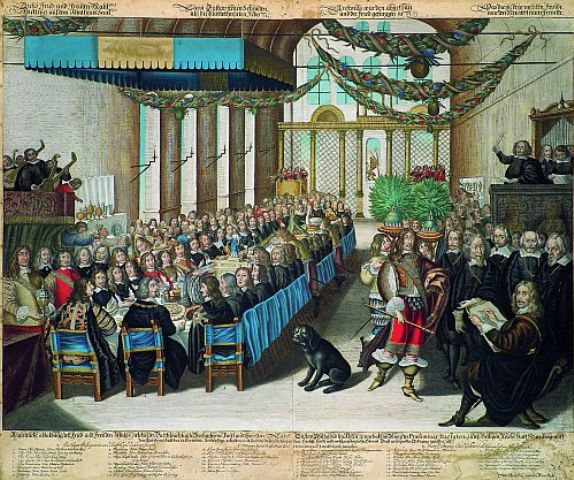
Wolfgang Kilian Friedensmahl Kupferstich nach Sandrart
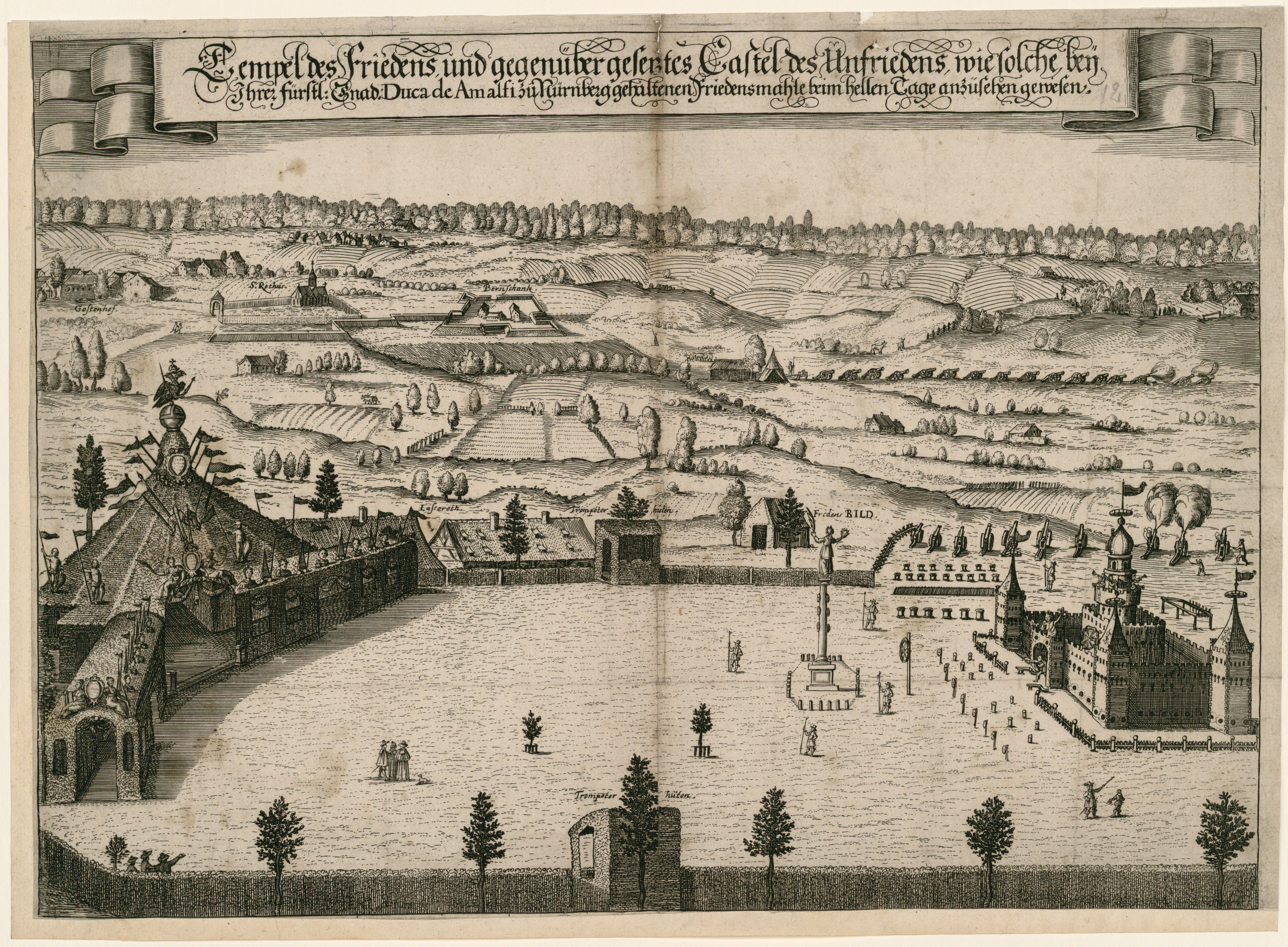
Tempel des Friedens und Castel des Unfriedens
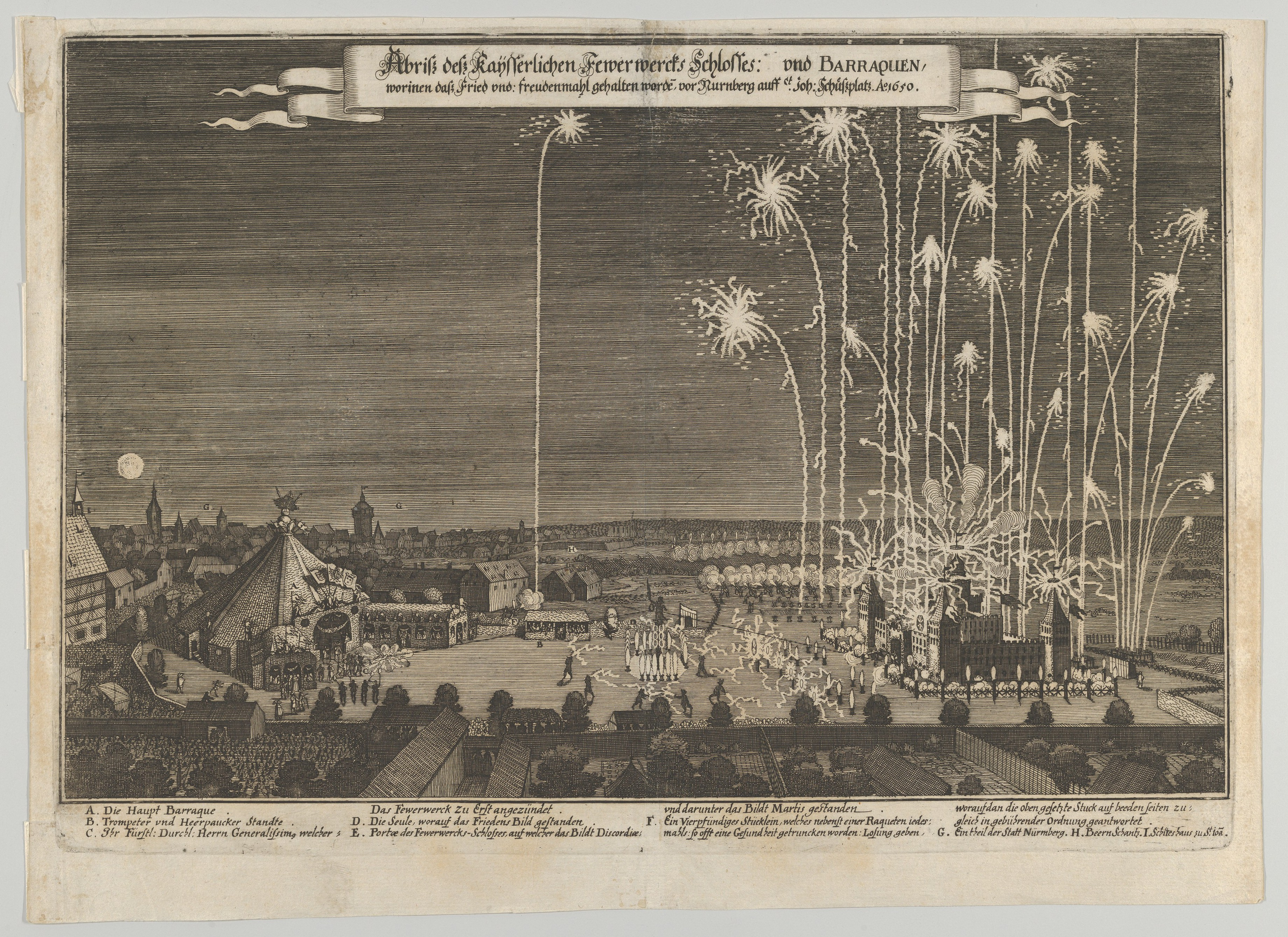
Feuerwerk am Ende des Friedensfests (Kupferstich Peter Troschel)

## Endgültige Ratifizierung

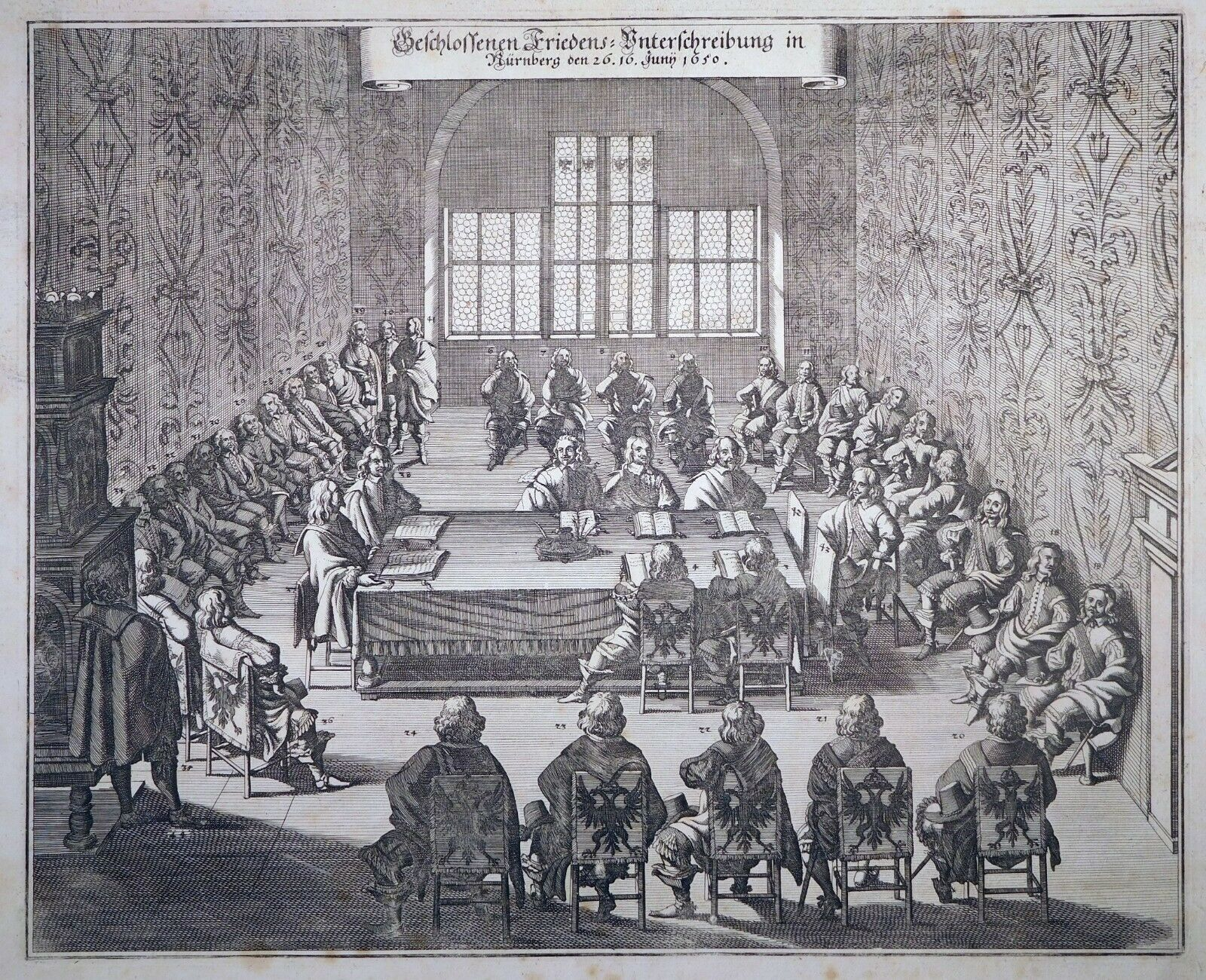
Caspar Merian: Vertragsunterzeichnung durch die Gesandten

Der Abgleich der bereits fertig ausgehandelten Vertragstexte des schwedisch-kaiserlichen Hauptrezesses erfolgte am 16. Junijul. / 26. Juni 1650greg. in den Räumen der Nürnberger Burg durch die kaiserlichen Gesandten Isaak Volmar und Johann Krane, die schwedischen Alexander Erskein und Benedict Oxenstierna und die Vertreter der Reichsstände.
Zur Vermeidung der zeitüblichen Rangstreitigkeiten hatte man die Regelung getroffen, dass die beiden Hauptbevollmächtigten getrennt in ihren Quartieren unterschreiben sollten. Die für sie reservierten Plätze blieben daher unbesetzt. Den Bevollmächtigten Ottavio Piccolomini und Pfalzgraf Karl Gustav, die an der Verlesung nicht teilnahmen, wurden folglich die Verträge in ihre Quartiere gebracht und von ihnen dort unterzeichnet. Danach wurden die Verträge zur Burg zurückgebracht, wo abschließend die Vertreter der Stände unterschrieben. Nach einem Salve-Schießen verlas ein Kanzleimitarbeiter die Proklamation des Friedens vor dem Rathaus vor tausenden von Menschen. Glockenläuten und Dankgottesdienste bildeten der Abschluss der Zeremonie.
Am 2. Juli konnte auch der französisch-kaiserliche Hauptrezeß abgeschlossen werden, womit der Nürnberger Exekutionstag seinen Zweck erreicht hatte.

## Durchführung der Beschlüsse
Die Demobilmachung der Armeen sollte noch eineinhalb Jahre dauern. Die 60.000 Soldaten unter schwedischen Fahnen hatten die hohen Satisfaktionsgelder für Schweden zu sichern, die von sieben im Westfälischen Frieden bestimmten Reichskreisen aufgebracht werden sollten. Das betraf die drei Rheinischen Kreise, den Ober- und Niedersächsischen, den Schwäbischen und den Fränkischen Kreis. Von den Zahlungen befreit waren der vom Frieden ausgenommene Burgundische und der für jeweils die kaiserliche oder bayerische Armee vorgesehene Österreichische und Bayerische Kreis. Relativ zeitig beglich der Fränkische Kreis seine Gelder bis Ende 1650, während der Schwäbische Kreis große Rückstände hatte. Da die Gelder oft ausblieben, kam es in allen Armeen zu Aufruhr und Meutereien. Während die Ansprüche der Soldaten mit ihrem Tod verfielen, wurden die der Regimentsinhaber im Todesfall von ihren Erben hartnäckig aufrechterhalten.
Von den 120.000–150.000 entlassenen Offizieren und Soldaten ließ sich die breite Masse, schätzungsweise 70.000–80.000 Mann, mit ihren Familien auf Reichsboden nieder. Häufig kehrten sie in ihre ursprüngliche Heimatregion zurück oder wurden gezielt in entvölkerten Gegenden angesiedelt. Die Abmusterung der Soldateska stellte die Gesellschaft des Reiches vor Probleme. Zahlreiche Söldner, die ihren Lebensunterhalt und den ihrer Familien durch das Kriegshandwerk verdient hatten, wurden erwerbslos. Zwar traten viele Soldaten in die Dienste Frankreichs und Spaniens, die sich weiterhin im Krieg befanden, oder suchten ihr Brot an anderen Kriegsschauplätzen wie etwa beim Kampf Venedigs gegen das Osmanische Reich; doch kam es seitens der zurückgebliebenen Söldnern immer wieder zu Übergriffen auf die Bevölkerung.
Die allgemeine Abrüstung betraf auch die kaiserlichen Truppen. Der Plan des kaiserlichen Generalkriegskommissars Traun war es, nach Ende der Umsetzung des Nürnberger Exekutionskongresses weiterhin 15.000 Fußsoldaten und 4.000 Reiter zu beschäftigen, die die Stände in den Erbländern auch im Frieden zu unterhalten hatten. Im kaiserlichen Dienst standen bei Abschluss der Nürnberger Verhandlungen noch immer 30.000 Mann. Die Vorschläge Trauns, einen Teil der Regimenter abzudanken, scheiterte an fehlenden Mitteln für die Abdankungsgelder in Höhe des dreifachen Monatssoldes. Man verließ sich daher auf sogenannte natürliche Abgänge, bei denen Soldaten starben, desertierten oder ihren Abschied ohne Abdankungsgeld nahmen. Auch die Methode der permanenten Truppenverlegung sollte erreichen, dass viele Soldaten mit Familie, die nicht ständig umherziehen wollten, ihren Abschied nahmen. Durch diese Maßnahmen wurde das Ziel Trauns von 15.000 Mann Infanterie im Sommer 1650 erreicht.
Im Herbst 1650 war eine weitgehende Demobilisierung vollzogen.

## Bedeutung
Auch mit Einstellung der Kampfhandlungen nach dem Friedensschluss dauerte der Kriegszustand für die Zivilbevölkerung noch an, da die Truppen nach wie vor in weiten Teilen des Reiches stationiert blieben. Die Zivilbevölkerung musste weiterhin Kontributionen entrichten und blieb den Übergriffen der Soldateska nach wie vor ausgesetzt. Erst in Nürnberg wurden konkrete Abmusterungstermine vereinbart. Der Truppenabzug erfolgte schrittweise begleitend zu den Verhandlungen des Exekutionstags. Der Krieg endete für die Zeitgenossen somit nicht 1648 in Westfalen, sondern erst 1649/50 in Nürnberg.

## Nachwirkung
Der Westfälische Friede und die Nürnberger Rezesse bestimmten mehr als hundert Jahre lang die politische Neuordnung Mitteleuropas und des Reiches nach Ende des Dreißigjährigen Krieges. Doch mit der Auflösung des Exekutionskongresses im Juli 1650 blieben noch manche Details bei der Gestaltung der zukünftigen Friedensordnung im Reich ungelöst. Zu einzelnen umstrittenen Grenzverläufen mussten in weiteren Verhandlungen Lösungen gefunden werden wie dem Bergsträßer Rezess vom 24. September 1650 zwischen Kurmainz und Kurpfalz. Die genaue Grenze Schwedisch-Pommerns zum Kurfürstentum Brandenburg konnte erst im Stettiner Rezess am 14. Mai 1653 festgelegt werden.
Der später als Großer Kurfürst bekannte Friedrich Wilhelm von Brandenburg versuchte 1651 im Düsseldorfer Kuhkrieg dem Pfalzgrafen Wolfgang Wilhelm vergeblich seinen Anteil am Jülisch-Klevischen Erbe streitig zu machen.
Truppen des Herzogs von Lothringen Karl IV., die im Westfälischen Frieden nicht mit eingeschlossen waren, bezogen weiter Quartiere westlich des Rheins und bedrängten die Bevölkerung. Die Armee der Republik der Vereinigten Niederlande konnte ebenfalls nicht in dem Vertrag mit berücksichtigt werden, sie blieb weiterhin am Niederrhein präsent. Auch Spanien räumte das pfälzische Frankenthal vorerst nicht. Ein Abzug erfolgte erst 1652 gegen finanzielle Kompensation und der Erlaubnis, im Gegenzug die Reichsstadt Besançon in die spanische Franche-Comté einzugliedern.
In Osnabrück und Münster noch offengebliebene Fragen zur Reichsverfassung wurden auf den mit großer Spannung erwarteten nächsten Reichstag vertagt. Ursprünglich sollte er für Oktober 1649 einberufen werden. Nach einer ersten Ausschreibung für Oktober 1652 eröffnete ihn Kaiser Ferdinand erst im Juni 1653 in Regensburg. Die dortigen Ergebnisse wurden im sogenannten Jüngsten Reichsabschied vom 17. Mai 1654 festgehalten. Die Nürnberger Rezesse wurden darin als Durchführungsbestimmungen des Westfälischen Friedens zusammen mit diesem als Reichsgrundgesetz aufgenommen.

## Erinnerung
Als Erinnerung an den Nürnberger Frieden und als Mahnmal für den Dreißigjährigen Krieg verfügte Kaiser Ferdinand III. 1650 die Errichtung eines Monumentum Pacis in Nürnberg, das symbolträchtig aus abgerüsteten und eingeschmolzenen Kanonen gegossen werden sollte. Das von Georg Schweigger und Christoph Ritter bis 1668 geschaffene barocke Monumentalwerk mit rein zivilem Figurenprogramm – der „Neptunbrunnen“ auf dem Hauptmarkt – wurde jedoch aus akutem Geldmangel zunächst nicht von der Stadt Nürnberg aufgestellt, sondern lange Zeit eingelagert und 1796 an Zar Paul für dessen Residenz in Sankt Petersburg verkauft. Erst 1896–1902 wurde eine Kopie des ursprünglichen Brunnens auf dem Hauptmarkt errichtet. Nach zwischenzeitlichem Abbau und Versetzung durch die Nationalsozialisten steht der Brunnen seit 1962 im Stadtpark Nürnberg.